# こきりこ節
こきりこ節・筑子節（こきりこぶし）は、富山県南砺市の五箇山地方（旧 東礪波郡平村、上平村、利賀村）に伝わる民謡。麦屋節とともに五箇山地方を代表する、全国的に有名な古代民謡（古謡）である。
1953年（昭和28年）に、改正前の文化財保護法に基づき、文化財保護委員会（現 文化庁）第四次選定の「助成の措置を講ずべき無形文化財」に選定され、1973年（昭和48年）11月5日には「五箇山の唄と踊」の中の一曲として、国の選択無形民俗文化財に選択された。なお現在も保存伝承団体が複数あり、「越中五箇山民謡民舞保存団体連合会」も結成され、各保存団体が協力し保存・育成に努めている。

## 概要
こきりこ節は、「越の下草」や二十四輩順拝図絵「奇談北国巡杖記」などの古文献にも記載される（これら自体は1800年前後のものだが、それでも現存民謡を確認できる文献として最古である、民謡の成立自体については遥かに古い飛鳥時代説もある）。日本の民謡の中でもっとも古い民謡とされ、古くから上梨（かみなし）地区（旧 平村）にある白山宮の祭礼にて唄い継がれる五穀豊穣を祈り祝う大らかで素朴な民謡だが、大正末期から昭和の初めにかけて始まった電源開発によって、陸の孤島といわれ長い間外界と隔絶されていたこの地も、他地区への人の流出、また交流が始まるとともに完全に忘れさられる危機が訪れた。
1930年（昭和5年）に西条八十（さいじょうやそ）が五箇山へこきりこ節の採譜のために訪れたことがきっかけとなり、1933年（昭和8年）ごろより五箇山民謡を採集していた地元の小学校校長で郷土民謡研究家「高桑敬親」が、1939年（昭和14年）上梨地区にて唄を覚えていた「山崎しい」という老母の演唱に採譜し発表したことで不伝承の危機を免れた。山崎しいは幼少のころ「コッケラコ」という唄を、中屋の太助という爺から教えられたといい、この爺はキセル2本をそれぞれ両手に持ち、指で回して打ち鳴らしながら唄ったという。なお高桑敬親は、1951年（昭和26年）「越中五箇山筑子（こきりこ）唄保存会」を設立、初代会長に就任し踊りや衣装の復活も行った。
1953年（昭和28年）には無形文化財に選定されたことを受け、東京の日本青年館で行われた全国郷土芸能大会に出場した。
全国的に広く知られることとなったのは、文部省（現 文部科学省）が1969年（昭和44年）に中学校の音楽教材として指定したことによるものである。また1973年（昭和48年）12月には、NHKの『みんなのうた』で「コキリコの歌」と題して放送され（詳細は別節にて後述）、1975年（昭和50年）にイギリス女王のエリザベス2世が来日した際には、宮中晩餐会にてこきりこ節が日本の伝統的古謡を用いた背景音楽として流された。
利賀地方（旧 利賀村）にはこっきりこ節として伝承されており、また南砺市城端地区（旧 城端町）にも麦屋節とともにこきりこ節ほかいくつかの五箇山民謡が伝承されている。

## 楽器と衣装

### 地方（じかた）
日本の伝統芸能である田楽にて使用される楽器を用いるのが特徴である。男性は頭に折烏帽子を被り、直垂（ひたたれ）姿。女性は頭に立烏帽子を被り、水干（すいかん）、朱袴の白拍子（しらびょうし）姿で演奏する。
こきりこ（筑子・小切り子）こきりこは放下（ほうか）師や放下僧が放下といわれる大道芸の一種に使用した竹のことで、七寸五分（約23cm）に切ったすす竹2本を指で回し打ち鳴らす。歌詞の中にも「こきりこの竹は七寸五分じゃ 長いは袖のかなかい（引っ掛かるの意）じゃ」とあり、これ以上長いと、着物の袖に引っ掛り邪魔になるためこの長さになった。
棒ざさら・摺りざさら竹を細かく裂き束ねたものと、洗濯板のように鋸状に溝を付けた木の棒にこすり合わせて音を出す楽器で田楽などで用いられる。
鍬金（くわがね）田楽で使われる、農耕用の鍬先の鉄部分をはずし、紐を付けてぶら下げ打ち鳴らす楽器。
篠笛
小鼓
平太鼓

### 踊り手
びんざさら（板ざさら）短冊状にした薄い木の板108枚を紐で繋いだもので、両端の持ち手をつかみ、手首のスナップを利かせ板をぶつけ合い音をだす。百八つの煩悩を振り払うため板は108枚となっている。また土産物として、踊りに使用される大きさからミニチュアサイズの物などがあり買い求めることができる。

## 踊り
ささら踊り手にはびんざさらを持ち、大きく勇壮に踊るもっとも良く知られた男踊り。衣装は頭に山鳥の羽をつけた綾藺笠（あやいがさ）を被り、直垂（ひたたれ）姿である。
しで（紙垂）竹踊り手にはこきりこ竹に紙垂を付けたしで竹を持ち踊る神前への奉納女踊り。衣装は頭に石帯で結んだかつら紐をし麻小袖姿である。
手踊り手に何も持たずに踊る。衣装は麻小袖である。また総踊りの時などは男女問わず踊られる。

## こきりこ節伝承団体
南砺市内の五箇山地方、城端地区（旧 城端町）で、こきりこ（こっきりこ）節を伝承する保存団体。

### 五箇山地方
- 越中五箇山筑子（こきりこ）唄保存会（旧 平村）・越中五箇山民謡保存会（旧 上平村）・利賀むぎや節保存会（旧 利賀村）

1973年（昭和48年）、「五箇山の歌と踊」が国の選択無形民俗文化財に選択された際、これに麦屋節の保存団体である「越中五箇山麦屋節保存会」を加えた4団体（のちに小谷麦屋節保存会が1993年（平成5年）より参加、現在は5団体）で「越中五箇山民謡民舞保存団体連合会」が結成された。
これらの保存会は小・中学校や高校で五箇山民謡を指導し、地元の富山県立南砺平高等学校の郷土芸能部が全国高等学校総合文化祭で優秀な成績をおさめるなど、大いに成果をあげている。
- 五箇山民謡清流会

### 城端地区（旧 城端町）
- 越中城端麦屋節保存会新声会

## こきりこ祭り
毎年9月25・26日の2日間にわたり、南砺市（旧 平村）上梨（かみなし）の白山宮（国の重要文化財）の秋季祭礼にともなって行われる祭りで、白山宮舞殿内で神楽舞やこきりこ節、獅子舞が奉納される。夜の舞台競演では、越中五箇山筑子唄保存会や越中五箇山民謡保存会、五箇山地区の麦屋節の保存会、富山県立南砺平高等学校の郷土芸能部などが、こきりこ節や麦屋節、この地方に伝わる五箇山民謡を披露するほか、富山県民謡おわら保存会が友情出演し越中おわら節を披露する。それに先立ち日中にはこきりこ唄素人のど自慢コンクール、こきりこ踊りの講習会なども行われる。舞台競演後には観光客も参加してのこきりこ総踊りが行われる。2006年（平成18年）には、「とやまの文化財百選（とやまの祭り百選部門）」に選定されている。なおこの祭りに先立ち、毎年9月23日より2日間にわたり下梨（しもなし）地区にて「五箇山麦屋まつり」が行われている。

### 主な演目
- こきりこ（こっきりこ）節・神楽舞・四つ竹節・麦屋節・長麦屋節・早麦屋節・小谷麦屋節・古代神・小代神・といちんさ節・お小夜節・なげ節・五箇山追分節・（越中おわら節）

また毎年9月中旬に城端地区（旧 城端町）で行なわれる「城端むぎや祭」では、こきりこ節や麦屋節のほか五箇山地方から伝承されたいくつかの五箇山民謡が唄い踊られる。

## みんなのうた
前述の通り、この曲はNHKの『みんなのうた』でも放送された。
最初のレギュラー放送時には、「コキリコの歌」というタイトルで放送。1969年4月から同番組が行っていた企画「お国めぐりシリーズ」の第29弾として、1973年12月13日から1974年1月22日まで放送された。広瀬量平が編曲を、伊藤京子と西六郷少年少女合唱団が歌唱を担当した。このバージョンは、月間レギュラーでの再放送はされていないものの、『特集みんなのうた』1974年12月30日放送分と1975年12月26日放送分で取り上げられたことがある。
後に「こきりこの歌」と改題リメイクされ、1981年12月1日から1982年1月26日まで同じく『みんなのうた』で放送された。こちらは、三枝成章（後の三枝成彰）が編曲を、原田直之が歌唱を担当した。このバージョンは、1983年12月14日から1984年1月25日までNHK総合テレビで再放送された後、2006年12月7日から2007年1月25日および2015年12月6日から2016年1月31日までNHKラジオ第2で再放送された。
2004年4月23日に発売されたDVD-BOX『NHKみんなのうた』の第5集には、「コキリコの歌」バージョンが収録されている。

## その他
- ザ・フォーク・クルセダーズ – 1967年に自主制作したアルバム「ハレンチ」に、「コキリコの唄」として収録された。
- 富山GRNサンダーバーズ – 雷鳥応援団による応援歌（チャンステーマ）としてこきりこ節を使用している。
- 1989年10月から2000年2月まで富山駅の発車メロディとして、こきりこ節のピアノアレンジバージョンが使われていたが、駅利用者からは「メロディーが暗い」と大変不評だったという。2000年2月8日から北陸線のCTC(列車集中制御装置）導入に伴い、北陸線標準電子メロディを発車合図として使用を開始した。
- 姫神 – 2003年のアルバム『青い花』に収録。
- けいおん! – テレビアニメ版第2期の第9話で、平沢唯と中野梓がこきりこ節を歌っている。
- 寺田創一 – 沢瀉名義のアルバム『Sanosa』に収録。中野ブロードウェイのテクノ・ニューウェイヴ専門店"SHOP MECANO"開店10年記念アルバム『築10年』にはアレンジバージョンを収録。
- NeoBallad – アルバム『01(ゼロイチ)』に収録。
- 民謡ガールズ – レパートリーの一つ。CDでの初出は2018年11月28日発売の2ndシングル『ミライ』（民謡盤）[5]。